# Hasan Helimişi
Hasan Helimişi   (Hopa, novembre 1907 - Sarpi, 2 de març de 1976) va ser un pintor, poeta, compositor i professor universitari lazi. És destacat pels seus poemes tant en llengua laz com en turc i per basar-se en motius lazis a l'hora de pintar.

## Biografia
Va néixer a Ortahopa o Hopa, dins de Lazistan i a l'Imperi Otomà, i va estudiar-hi la primària, la secundària i el batxillerat. Llavors, el 1932, va migrar a la Unió Soviètica, concretament a Batumi. Però quan va perdre la cama en un accident, va ser deportat juntament amb la família a ciutat siberiana de Vasünggan entre el 1949 i el 1954 per generar sospites al govern. Més tard, del 1961 al 1967, per invitació del professor Sergi Cikia, va ensenyar turc a la Facultat d'Estudis Orientals de la Universitat Estatal de Tbilissi. Va tenir tres fills: Lazo, Shota i Narima Helimişi. Va morir a 68 anys, el 2 de març de 1976, i va ser enterrat a la vila de Sarpi. El 2009, se'n va fer un documentari a Turquia titulat Death of the Poet i dirigit per Elif Ergezen.

## Poesia
Els seus poemes, tant en laz com en turc, van ser publicats junt amb altres texts escrits per l'estudiós de laz Arnold Çikobava i el mateix Sergi Cikia. Al capdavall, tots els de Helimişi van ser inclosos en un llibre titulat Poesia lazi (en turc, Laz Şiiri; en georgià, ლაზური პოეზია), publicat per Lazuri Poezia el 2007 i editat per Tea Kalandia com a part de la sèrie de 100 poemaris de l'editorial İntelekti.
Alguns dels temes més rellevants dels seus versos són la seva terra (Lazistan) i la infantesa i la joventut. Al poema Ben Bir Âşığım, Helimişi es descriu a si mateix com un rossinyol afligit la llar del qual ha estat destruïda per la distància amb la seva gent i l'enyor que sent per la seva ciutat natal.
Es va emmarcar dins del moviment literari de la poesia socialista de vers lliure, com també Nâzım Hikmet, Rıfat Ilgaz i Ahmed Arif, entre d'altres.

## Pintura

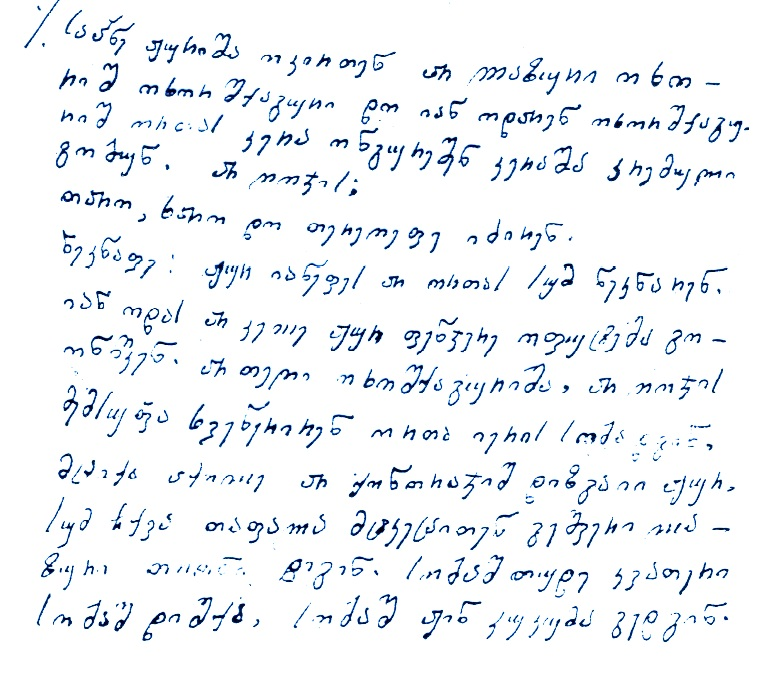
Escrits de Hasan Helimişi en l'alfabet georgià.

Helimişi tendia a basar-se en motius lazis quan pintava, però no va ser reconegut com a pintor fins a l'any 1979, passada la seva defunció, quan historiadors de l'art van anar a Batumi de Tbilissi i van descobrir les seves obres pictòriques preservades a la biblioteca de Sarpi.
Aquell any, les seves pintures van ser exhibides al Museu Estatal d'Art de Geòrgia i van causar furor entre el públic. Actualment, són al passadís exhibitiu de l'Institut de Sarpi, mentre que moltes han estat adquirides per col·leccionistes.